# Marek Kamieński
Marek Kamieński (ur. 20 października 1953 w Katowicach) – polski artysta malarz, autor filmów, ilustracji, performance oraz instalacji, założyciel i wokalista zespołu muzycznego Zilch. Członek Polskiego Związku Artystów Plastyków.

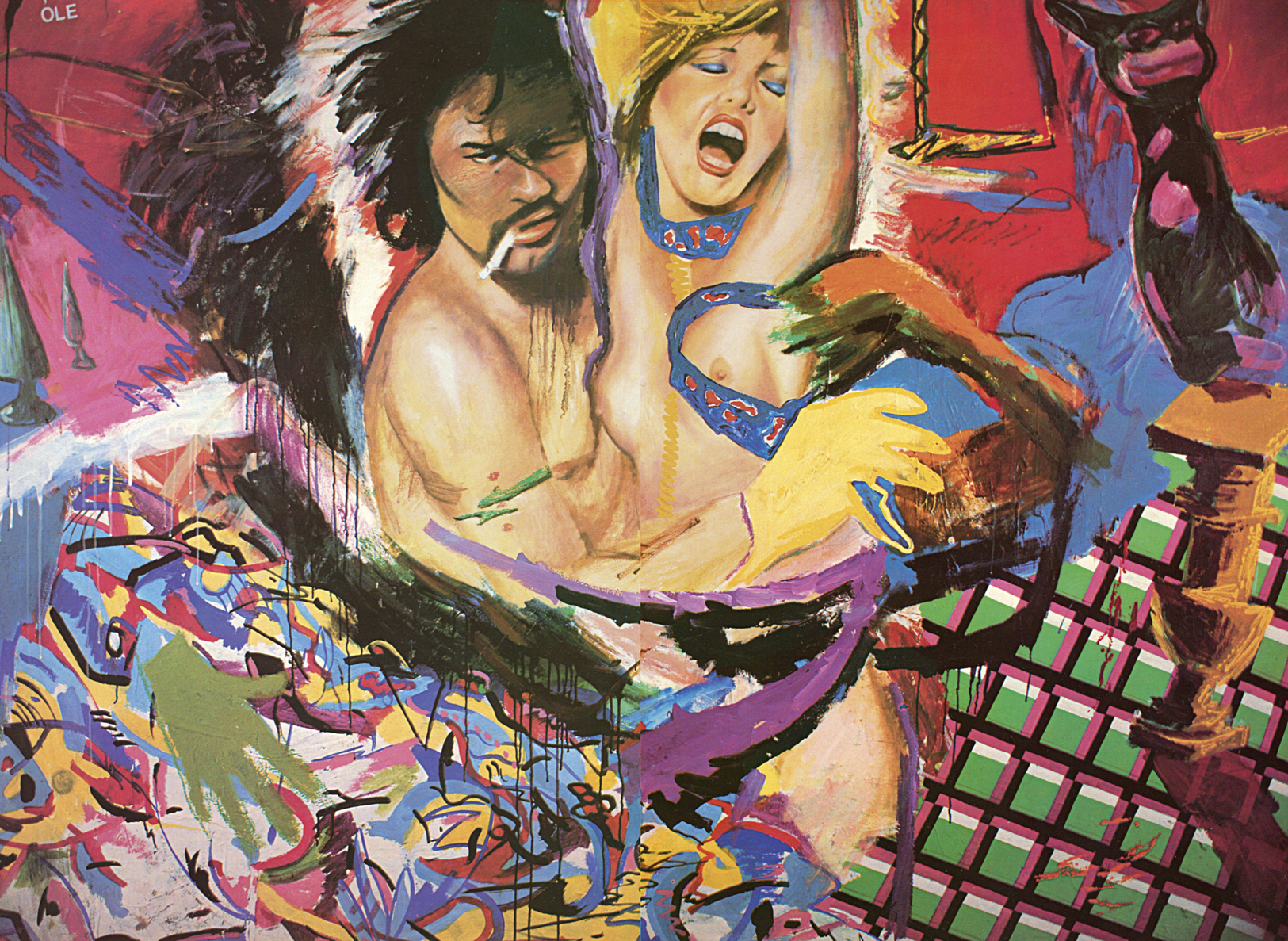
Marek Kamieński, Motorhead

Marek Kamieński studiował na Wydziale Grafiki katowickiej filii ASP w Krakowie (1972–1979). W roku 1979 obronił dyplom z malarstwa w pracowni Andrzeja Kowalskiego oraz z grafiki projektowej w pracowni Gerarda Labusa.

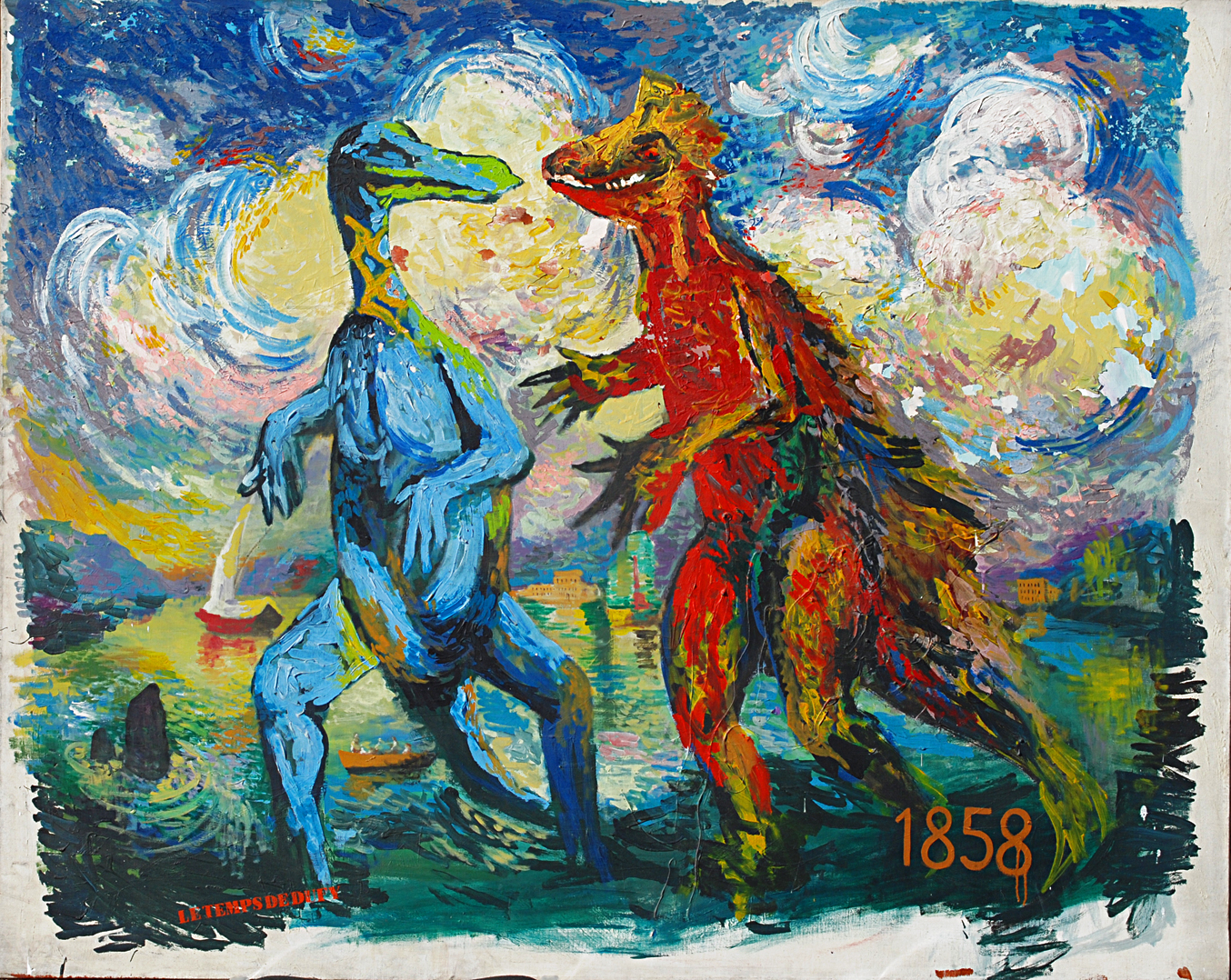
Marek Kamieński, Dinozaury

W latach 80. był jednym z głównych przedstawicieli nowej ekspresji. Wtedy powstały obrazy takie jak Motohead, Matisse le Patron, Dinozaury czy Biały niedźwiedź. Na przełomie lat 80. i 90. zwrócił się w stronę postmodernizmu, nieustannie żonglując oraz bawiąc się przeróżnymi konwencjami i stylami rozpiętymi między abstrakcją a szczegółowo dopracowanym malarstwem. Poprzez swoje obrazy, z charakterystyczną dla siebie ironią i poczuciem humoru, wchodzi w dialog z dziełami takich artystów jak Vincent van Gogh, Paul Gauguin, Iwan Szyszkin czy Jan Matejko.
W latach 90. wraz ze swoją żoną Wiesławą Rutą-Kamieńską, również artystką malarką, ilustrowali, tworzyli lub współtworzyli książki dla dzieci np. Ele-mele, Opowieść wigilijna, O koguciku Eryku, pisance taczance i zającu wielkanocnym, ABC oraz publikacje takie jak Poradnik dobrych manier i serię 1001 aforyzmów.
Ma szczególne upodobanie do malowania obrazów wielkoformatowych, zwłaszcza poliptyków, których wymiary przekraczają 4 m – Kobieta-Ptak i mężczyzna z gitarą (2,80 × 4,20), 5 m – Pracownia artysty wg Courbeta (2,40 × 5,10), a nawet 8 m, jak w przypadku dzieła Dan. Al. Inf. c. 3 v 17. Jest również autorem portretów np. portretu Piotra Szmitke pod tytułem Equilibriste.
Jednym z głównych tematów, który przewija się przez całą twórczość Marka Kamieńskiego jest kobieta, nierzadko naga i pełna erotyzmu.
Jak sam twierdzi, jego obrazy najlepiej charakteryzują trzy pojęcia: humor, pojedynczość oraz zmienność.

## Wystawy (wybór)
- 1983: Biuro Wystaw Artystycznych, Katowice
- 1984: Stara Kordegarda, Warszawa
- 1985: Program telewizyjny Franciszka Kuduka z cyklu Galeria37 milionów, TVP
- 1986: Galeria Stodoła, Warszawa
- 1988: Arsenał’88, Hala Gwardii, Warszawa
- 1988: Galeria Test, Warszawa
- 1990: Młodzi Malarze z Polski, Villecroze, Francja
- 1990: Malarstwo lat 80 z Polski, Wiedeń
- 1990: Wystawa Malarstwa w ramach Dni Kultury Polskiej, Tel Avivie, Izrael
- 1992: Galeria Biura Wystaw Artystycznych, Sandomierz
- 1998/1999: GaleriaT&T, Norymberga
- 1998/1999: Galerie Meyer, Schwelm, Niemcy
- 2009: Wystawa Nowa Ekspresja. 20 lat, vol.2, Galeria Szyb Wilson, Katowice
- 2010: Wystawa Apogeum 1986, Centrum Sztuki Współczesnej, Toruń
- 2011: Wystawa „Recycling of Iron Curtain” Kulhaus, Berlin
- 2018: Wystawa Pan P.S. i jego krąg, Galeria ArtNova2, Katowice